# Copa Bimbo 2012
La Copa Bimbo 2012 fue la cuarta edición de la Copa Bimbo, y se disputó en su totalidad en el Estadio Centenario de Montevideo, Uruguay, en los días 13 y 15 de enero de 2012.
En esta edición participaron los siguientes equipos:
- Nacional
- Peñarol
- Palestino
- Universidad de San Martín de Porres

## Resultados
|  | Semifinales      | Semifinales |   |               | Final         | Final |  |
|  |                  |             |   |               |               |       |  |
|  |                  |             |   |               |               |       |  |
|  | 13 de enero      |             |   |               |               |       |  |
|  | U. de San Martín | 1 (4)       |   |               |               |       |  |
|  | Palestino (pen.) | 1 (5)       |   |               |               |       |  |
|  |                  |             |   |               |               |       |  |
|  |                  |             |   |               | 15 de enero   |       |  |
|  |                  |             |   |               | Palestino     | 2     |  |
|  |                  | Peñarol     | 4 |               |               |       |  |
|  |                  |             |   |               |               |       |  |
|  |                  |             |   |               |               |       |  |
|  |                  |             |   |               | Tercer puesto |       |  |
|  | 13 de enero      | 13 de enero |   | 15 de enero   | 15 de enero   |       |  |
|  | Nacional         | 1 (5)       |   | U. San Martín | 1             |       |  |
|  | Peñarol (pen.)   | 1 (6)       |   |               | Nacional      | 2     |  |

### Semifinales
| 13 de enero de 2012, 20:00 | Universidad de San Martín de Porres                                         | 1:1 (0:1) (4:5 p.)         | Palestino                                                                          | Estadio Centenario, Montevideo         |                                        |
|                            | Arriola 55'                                                                 |                            | Llanos 32'                                                                         | Árbitro(s): Daniel Fedurczuk (Uruguay) | Árbitro(s): Daniel Fedurczuk (Uruguay) |
|                            |                                                                             | Tiros desde el punto penal |                                                                                    |                                        |                                        |
|                            | Perea · Fernández · Cueva · Ballón · Sánchez · Álvarez · Cardoza · Céspedes |                            | Filgueira · Riquelme · R. Flores · Llanos · Bishara · D. Flores · Escalona · Pérez |                                        |                                        |

| 13 de enero de 2012, 22:30 | Nacional                                                 | 1:1 (1:1) (5:6 p.)         | Peñarol                                                         | Estadio Centenario, Montevideo        |                                       |
|                            | Boghossian 37' (pen.)                                    |                            | Cristóforo 24'                                                  | Árbitro(s): Héctor Martínez (Uruguay) | Árbitro(s): Héctor Martínez (Uruguay) |
|                            |                                                          | Tiros desde el punto penal |                                                                 |                                       |                                       |
|                            | Viudez · Rolin · Romero · Núñez · García · Bueno · López |                            | Amodio · Albín · Pérez · López · Cristóforo · González · Carini |                                       |                                       |

### Tercer puesto
| 15 de enero de 2012, 20:00 | Universidad de San Martín de Porres | 1:2 (1:1) | Nacional                | Estadio Centenario, Montevideo        |                                       |
|                            | Perea 9'                            |           | Recoba 15' · Vecino 37' | Árbitro(s): Gustavo Siegler (Uruguay) | Árbitro(s): Gustavo Siegler (Uruguay) |

### Final
| 15 de enero de 2012, 22:10 | Palestino                | 2:4 (0:2) | Peñarol                              | Estadio Centenario, Montevideo       |                                      |
|                            | Canales 51' · Llanos 88' |           | Albín 28' 38' (pen.) · Silva 49' 63' | Árbitro(s): Liber Prudente (Uruguay) | Árbitro(s): Liber Prudente (Uruguay) |

| Bandera de Uruguay          |
| Campeón Peñarol 1.er título |